# Svartbandsrasbora
Glödbandsrasbora (Trigonopoma pauciperforatum) är en fiskart som först beskrevs av Weber och De Beaufort, 1916.  Svartbandsrasbora ingår i släktet Trigonopoma och familjen karpfiskar. IUCN kategoriserar arten globalt som livskraftig. Inga underarter finns listade i Catalogue of Life.